# Сельское поселение Константиновское (Московская область)
Сельское поселение Константиновское — упразднённое муниципальное образование (сельское поселение) в Раменском муниципальном районе Московской области России.
Административный центр — село Константиново.

## История
Образовано 1 января 2006 года законом Московской области от 25 февраля 2005 года № 55/2005-ОЗ «О статусе и границах Раменского муниципального района и вновь образованных в его составе муниципальных образований».
4 мая 2019 года Раменский муниципальный район был упразднён, а все входившие в него городские и сельские поселения объединены в новое единое муниципальное образование — Раменский городской округ.

## Население
| 2007  | 2008  | 2009  | 2010  | 2011  | 2012  | 2013  |
| ----- | ----- | ----- | ----- | ----- | ----- | ----- |
| 4843  | ↗4865 | ↗4920 | ↗5362 | ↗5457 | →5457 | ↗5618 |
| 2014  | 2015  | 2016  | 2017  | 2018  | 2019  |       |
| ↗5742 | ↗5836 | ↗6088 | ↗6149 | ↗6209 | ↗6253 |       |

## Населённые пункты
В состав сельского поселения входят 19 населённых пунктов:
- сёла: Константиново, Вишняково, Воскресенское, Ильинское.
- посёлок: Денежниково.
- деревни: Галушино, Денежниково, Дьяково, Ждановское, Кочина Гора, Малое Саврасово, Овчинкино (Московская область), Плетениха, Пушкино, Сельвачево, Сельцо, Хлыново, Ширяево, Шувайлово.